# Cobisa
Cobisa é um município da Espanha na província de Toledo, comunidade autónoma de Castilla-La Mancha, de área 15 km² com população de 3207 habitantes (2006) e densidade populacional de 184,01 hab/km².

## Demografia
| Variação demográfica do município entre 1991 e 2004 | Variação demográfica do município entre 1991 e 2004 | Variação demográfica do município entre 1991 e 2004 | Variação demográfica do município entre 1991 e 2004 |
| --------------------------------------------------- | --------------------------------------------------- | --------------------------------------------------- | --------------------------------------------------- |
| 1991                                                | 1996                                                | 2001                                                | 2004                                                |
| 323                                                 | 1034                                                | 2219                                                | 2670                                                |